# Mănăstirea Ialomiței

Peștera Ialomiței cu vechiul schit
(carte poștală expediată pe data de 8 mai 1912)

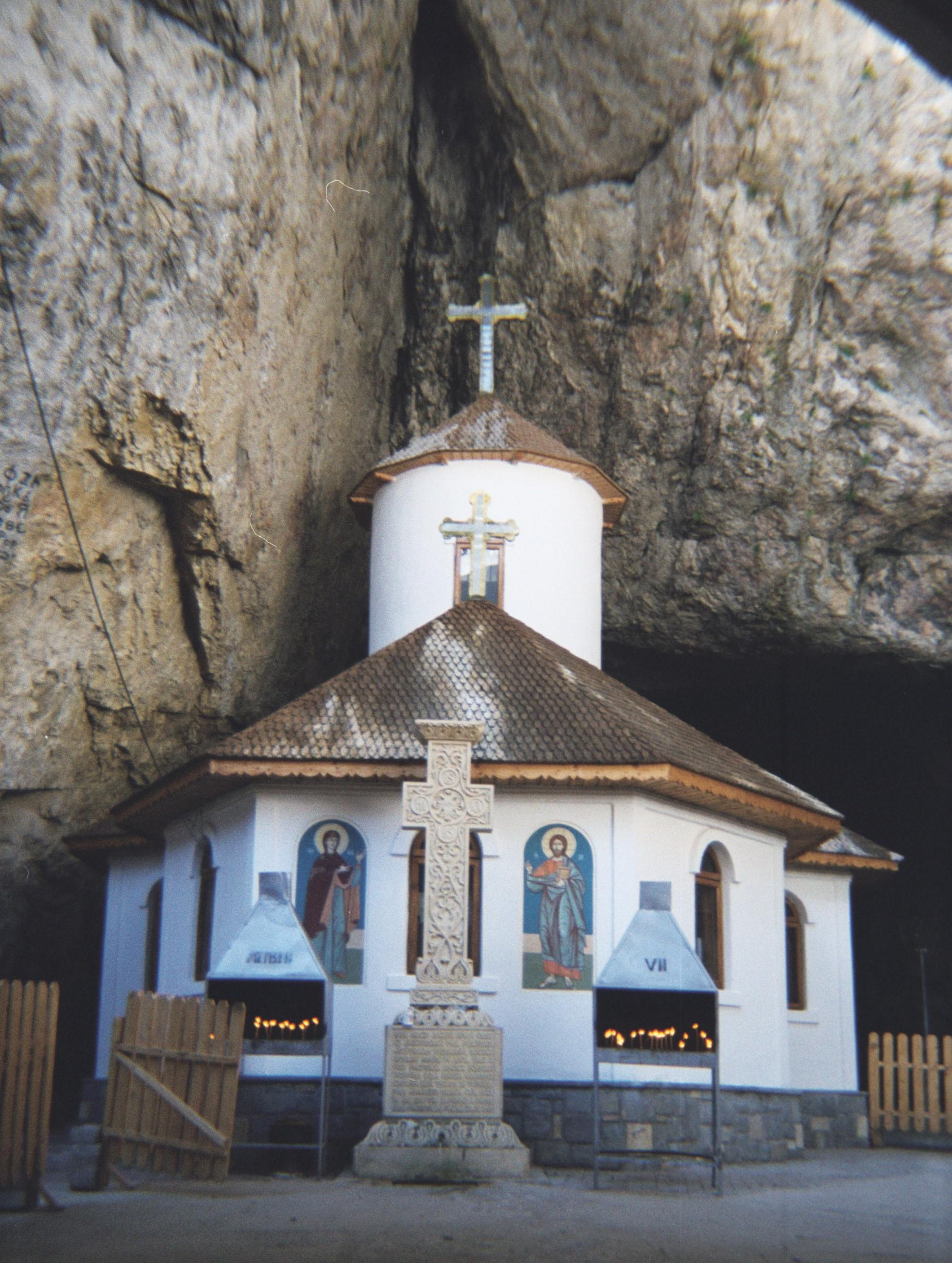
Biserica Mănăstirii Ialomiței, în starea actuală

Mănăstirea Ialomiței se află la intrarea în Peștera Ialomiței, din Munții Bucegi, în localitatea Moroeni, județul Dâmbovița, pe Muntele Bătrâna, la circa 10 km de izvoarele râului Ialomița, la o altitudine de 1.530 m.

## Istoric

### Prima etapă
Prima mănăstire a fost ridicată în secolul al XVI-lea (1508-1509), ctitorită de voievodul Țării Românești, Mihnea cel Rău. Construcția din lemn de la intrarea în Peștera Ialomiței a ars în 1818.

### A doua etapă
Mănăstirea a fost reconstruită în 1819 de preotul Gheorghe Ion Baltag și ieromonahul Gherontie din Petroșița, cu mai multe chilii pentru călugări.

### A treia etapă
Actualul schit, aflat la 300 m depărtare de gura peșterii, a fost ridicat în anul 1901, de mai mulți ctitori, cu participarea ciobanilor din zonă, biserica fiind sfințită în 1911 de starețul Dionisie al mănăstirii Sinaia.

### A patra etapă
Biserica a fost distrusă din nou de foc în 1961 și a fost restaurată prin grija Patriarhului Justinian.

### A cincea etapă
Piatra de temelie a noului așezământ a fost așezată de ÎPS Vasile Costin, Arhiepiscopul Târgoviștei, în 1993. În 1994 s-a început construcția unei noi biserici tot la intrarea în peșteră. Ctitorul locașului este Fabrica de ciment Fieni. Sfințirea a fost făcută de PF Teoctist la 29 iunie 1996 cu hramul "Sf. Apostoli Petru și Pavel". Arhondaricul și stăreția au fost înălțate în ultimii ani.